# Liste des réserves naturelles de Bretagne
Ne doit pas être confondu avec liste des réserves naturelles régionales.

Logotype des réserves naturelle de France

La liste des réserves naturelles de Bretagne présente la liste des réserves naturelles nationales (RNN) et des réserves naturelles régionales (RNR) se situant en Région Bretagne.

## Liste desRéserves naturelles nationales
| Nom                             | Département   | Communes                                           | Classement | Superficie (km²) | Code   | Géolocalisation                    | Photo                                  |
| ------------------------------- | ------------- | -------------------------------------------------- | ---------- | ---------------- | ------ | ---------------------------------- | -------------------------------------- |
| Sept Îles                       | Côtes-d'Armor | Perros-Guirec                                      | 1976       | 3,2              | RNN32  | 48° 53′ 03″ nord, 3° 29′ 20″ ouest | Ile Rouzic et colonie de fou de Bassan |
| Baie de Saint-Brieuc            | Côtes-d'Armor | Hillion, Langueux, Morieux, Saint-Brieuc, Yffiniac | 1998       | 11,4             | RNN140 | 48° 31′ 11″ nord, 2° 41′ 25″ ouest | Fond de la Baie de Saint-Brieuc        |
| Iroise                          | Finistère     | Conquet                                            | 1992       | 0,4              | RNN108 | 48° 25′ 04″ nord, 4° 58′ 57″ ouest | Ile de Balanec                         |
| Venec                           | Finistère     | Brennilis                                          | 1993       | 0,5              | RNN111 | 48° 21′ 54″ nord, 3° 52′ 57″ ouest | Tourbière du Vénec                     |
| Saint-Nicolas des Glénan        | Finistère     | Fouesnant                                          | 1974       | 0,15             | RNN10  | 47° 43′ 27″ nord, 3° 59′ 55″ ouest | Saint-Nicolas des Glénan               |
| François Le Bail (île de Groix) | Morbihan      | Groix                                              | 1982       | 1                | RNN63  | 47° 37′ 22″ nord, 3° 26′ 02″ ouest | Pointe de Pen Men                      |
| Marais de Séné                  | Morbihan      | Séné                                               | 1996       | 4,1              | RNN131 | 47° 36′ 46″ nord, 2° 42′ 15″ ouest | Anciens marais salants de Séné         |

## Liste desRéserves naturelles régionales
| Nom                                                   | Département                | Communes                                                                         | Classement | Superficie (km²) | Code   | Géolocalisation                    | Photo                                          |
| ----------------------------------------------------- | -------------------------- | -------------------------------------------------------------------------------- | ---------- | ---------------- | ------ | ---------------------------------- | ---------------------------------------------- |
| Étangs du petit et du grand Loc'h                     | Morbihan                   | Guidel                                                                           | 2010       | 1,2              | RNR197 | 47° 45′ 49″ nord, 3° 30′ 15″ ouest |                                                |
| Landes de Monteneuf                                   | Morbihan                   | Monteneuf                                                                        | 2013       | 1,2              | RNR264 | 47° 52′ 56″ nord, 2° 11′ 24″ ouest | Alignement des Pierres droites                 |
| Étang du Pont de Fer                                  | Morbihan, Loire-Atlantique | Camoël, Assérac                                                                  | 2008       | 0,6              | RNR194 | 47° 28′ 00″ nord, 2° 25′ 18″ ouest | Image manquante                                |
| Marais de Sougeal                                     | Ille-et-Vilaine            | Sougeal                                                                          | 2006       | 1,7              | RNR181 | 48° 31′ 04″ nord, 1° 30′ 32″ ouest | Marais de Sougéal en Baie du Mont-Saint-Michel |
| Landes et tourbières du Cragou et du Vergam           | Finistère                  | Le Cloître-Saint-Thégonnec, Lannéanou, Plougonven, Scrignac                      | 2008       | 3,4              | RNR196 | 48° 26′ 51″ nord, 3° 45′ 21″ ouest |                                                |
| Landes et marais de Glomel                            | Côtes-d'Armor              | Glomel                                                                           | 2008       | 1,1              | RNR195 | 48° 14′ 39″ nord, 3° 23′ 23″ ouest |                                                |
| Sillon de Talbert                                     | Côtes-d'Armor              | Pleubian                                                                         | 2006       | 0,2              | RNR182 | 48° 52′ 12″ nord, 3° 05′ 29″ ouest | Sillon de Talbert                              |
| Sites d'intérêt géologique de la presqu'île de Crozon | Finistère                  | Argol, Camaret-sur-Mer, Crozon, Landévennec, Lanvéoc, Roscanvel, Telgruc-sur-Mer | 2013       | 1,56             | RNR270 | 48° 15′ 40″ nord, 4° 36′ 13″ ouest | Pointe du Grand Gouin                          |
| Landes, prairies et étangs de Plounérin               | Côtes-d'Armor              | Plounérin                                                                        | 2016       | 1,6              | RNR312 | 48° 34′ 30″ nord, 3° 32′ 56″ ouest | Image manquante                                |